# Аверіна Діна Олексіївна
Діна Олексіївна Аверіна (13 серпня 1998, Заволжя, Нижньогородської області, Росія) —
російська художня гімнастка, Срібна призерка Олімпійських Ігор Токіо (2020) 18-разова чемпіонка світу (2017, 2018, 2019, 2021) в тому числі чотириразова абсолютна чемпіонка світу (2017, 2018, 2019), триразова чемпіонка Європейських ігор (2019), у тому числі абсолютна, 10-разова чемпіонка Європи (2017, 2019, 2021), дворазова абсолютна чемпіонка Росії (2017, 2018). Заслужений Майстер Спорту. Підтримує путінський режим та війну Росії проти України. Проти неї введені персональні санкції Верховною Радою України.

## Життєпис
Народилася 13 серпня 1998 року в Заволжя. Мати в дитинстві також займалась гімнастикою. Старша сестра Поліна була гімнасткою, потім залишила гімнастику для навчання, тренер з художньої гімнастики. В чотири  роки  з сестрою-близнючкою Аріною  дівчина також почала займатися   гімнастикою. До 12 років разом з сестрою навчалася у звичайній школі, але за індивідуальною програмою. Першим тренером сестер Аверіних була Лариса Вікторівна Бєлова.  
З вересня 2011 року  почала тренуватися в НТЦ «Новогорськ», а після змагань «Юний гімнаст» і зборів у Хорватії сестри Аверіни почали тренування у тренера Віри Миколаївни Шаталіної в Центрі олімпійської підготовки.

## Спортивна кар'єра
У 2014 році сестри Аверіни взяли участь в чемпіонаті Москви. Діна завоювала золото, а Аріна  — срібло. Після цього дівчата брали участь у змаганнях на Гран-Прі Холон. Там Аріна стала переможницею, обійшовши Діну на 0.009 бала. На World Cup 2014 Lissabon Діна вперше потрапила до трійки призерів на етапі Кубка світу: в багатоборстві та вправах зі стрічкою вона стала третьою і завоювала срібло у змаганні з булавами.  
На   чемпіонаті Росії  2014 року в Пензі Діна отримала два золота — у вправах з стрічкою та багатоборстві, і срібло у виступі з обручем.
На   Спартакіаді в місті Раменському стала другою. На «Luxembourg Trophy 2014» посіла перше місце в багатоборстві і отримала золото у вправах зі стрічкою та обручем. Після цього Діна і Аріна увійшли до складу збірної Росії з художньої гімнастики, представляючи Приволзький федеральний округ і Москву.
У 2015 році на етапі ГранПрі в Москві зайняла п'яте місце . На чемпіонаті Росії стала третьою. У командних змаганнях зайняла одночасно перше і друге місця, так як виступала за два федеральні округи. Також отримала золото у вправах з м'ячем і срібло — у змаганнях з обручем  
На чемпіонаті Росії 2016 року знову була третьою. Команда Діни на клубному чемпіонаті світу стала третьою, проте сама дівчина показала найкращий виступ зі стрічкою, а з м'ячем була другою.  
Сезон 2017 року був тріумфальним  для Діни. У  багатоборстві на етапі Гран-Прі в Москві їй вдалося випередити діючу чемпіонку світу   Олександру Солдатову. До того ж вона  завоювала три золота (обруч, булави, стрічка) і срібло (м'яч)
Виступи на Олімпійських іграх 2020, що проходили з 7 по 8 серпня 2021 року у Токіо стали невдалими для Діни Аверіної - "срібло". Представниця Білорусі Аліна Горносько посунула її сестру Аріну з третьої позиції на четверту. 
Так Діна оцінила свої виступи на Оліміпаді:
|  | Я одразу ж зрозуміла, а що мені не поставлять оцінки вище, ніж у Ашрам, дива не сталось, на жаль. Потрібно заспокоїтись і подумати. Я засмучена і ображена.. |

## Спортивні досягнення
- 2017 р. —  Чемпіонат світу з художньої гімнастики 2017,Пезаро- Медаль | Золото |  багатоборство
- 2017 р. —  Чемпіонат світу з художньої гімнастики 2017,Пезаро- Медаль | Золото |  обруч
- 2017р. —  Чемпіонат світу з художньої гімнастики 2017,Пезаро- Медаль | Золото |  булави
- 2017 р. —  Чемпіонат світу з художньої гімнастики 2017,Пезаро- Медаль | Срібло|   стрічка
- 2017 р. —  Чемпіонат світу з художньої гімнастики 2017,Пезаро- Медаль | Срібло|   м'яч
- 2018 р. —  Чемпіонат світу з художньої гімнастики 2018 | Софія — Медаль | Золото| м'яч
- 2018 р. —  Чемпіонат світу з художньої гімнастики 2018 | Софія — Медаль | Золото| команда
- 2018 р. —  Чемпіонат світу з художньої гімнастики 2018 | Софія — Медаль | Золото| булави
- 2018 р. —  Чемпіонат світу з художньої гімнастики 2018 | Софія — Медаль | Золото| багатоборство
- 2017 р. — Чемпіонат Європи з художньої гімнастики 2017 | Будапешт — Медаль| Золото |  обруч
- 2017 р. — Чемпіонат Європи з художньої гімнастики 2017 | Будапешт — Медаль| Золото |  команда
- 2017 р. — Чемпіонат Європи з художньої гімнастики 2017 | Будапешт — Медаль| Золото |  стрічка
- 2017 р. — Чемпіонат Європи з художньої гімнастики 2017 | Будапешт — Медаль| Сріблоо | булави
- 2018 р. —  Чемпіонат Європи з художньої гімнастики 2018 | Гвадалахара  — Медаль | Срібло| багатоборство

## Громадянська позиція
Брала участь в пропагандистському путінському концерті на честь восьмої річниці анексії Криму та на підтримку війни в Україні. Надягала куртку з літерою Z.
Проти неї введені персональні санкції Верховною Радою України.